# (3171) Wangshouguan
(3171) Wangshouguan est un astéroïde de la ceinture principale.

## Description
(3171) Wangshouguan est un astéroïde de la ceinture principale. Il fut découvert le 19 novembre 1979 à Nanking par l'observatoire de la Montagne Pourpre. Il présente une orbite caractérisée par un demi-grand axe de 3,19 UA, une excentricité de 0,14 et une inclinaison de 11,4° par rapport à l'écliptique.

## Compléments